# Famille Joubert-Bonnaire
Pour les articles homonymes, voir Joubert et Bonnaire.
La famille Joubert-Bonnaire est une famille française éteinte, originaire de Noirmoutier, en Vendée, et établie en 1777 à Angers (Maine-et-Loire), où elle a formé une lignée d'industriels du textile.
Elle a donné des maires et députés à la ville d'Angers à partir de la Révolution française et au cours du XIXe siècle. Elle s'est éteinte en 1924[réf. nécessaire].

## Historique
Joseph François Joubert, né le 10 aout 1756 à Noirmoutier (Vendée), fils de Joseph Joubert, capitaine de navire, et d'Anne Giraud, épousa Françoise Marie Bonnaire le 20 mars 1777 à Angers. Joseph François Joubert prit alors le nom de Joseph François Joubert-Bonnaire.[réf. nécessaire]
Joseph François Joubert (1756-1822) était issu d'une famille ancienne et notable originaire de l'Île de Noirmoutier. Cette famille vendéenne a également fait souche à Nantes en donnant notamment un maire à cette ville, Léonard Joubert du Collet (1762-1766). Une branche subsistante de cette famille, établie en Bretagne, a pris le nom de Joubert des Ouches.
Françoise Marie Bonnaire, née le 3 septembre 1750 à Angers, décédée en 1822 à Corzé, était la fille de François Bonnaire (1719-1779), sieur de la Challerie, à Corzé, riche négociant en toiles, et de Françoise Coullion de La Douve (fille de Pierre Coullion de La Douve, né vers 1695 et ancien juge conseil des marchands d'Angers).[réf. nécessaire]

## Filiation
- Joseph François Joubert épouse Françoise Marie Bonnaire[3].
  - Françoise Anne Joubert-Bonnaire (1778-1858)
  - Henriette Jeanne Joubert-Bonnaire (1780-1868)
  - Joseph Pierre Joubert-Bonnaire (1784-1827)
  - Alexandre Auguste Joubert-Bonnaire (1785-1859), industriel du textile, maire d'Angers (1830-1832)[3].
    - Achille Alexandre Joubert-Bonnaire (1814-1883), industriel du textile, maire d'Angers (1874), sénateur du Maine-et-Loire (1876-1883)[3].
      - Joseph Joubert-Bonnaire (1853-1924), comte romain en 1920.

    - Ambroise Jules Joubert-Bonnaire (1829-1890), industriel du textile, député du Maine-et-Loire (1871-1876).

  - Joseph-Pierre Joubert-Bonnaire (1786-1827), industriel du textile, maire d'Angers (1815-1816).
  - Anne "Nancy" Catherine Joubert-Bonnaire (1787-1857).

## Châteaux et demeures
- Hôtel Joubert-Bonnaire (Angers)[réf. nécessaire]

## Armes
| Image | Blasonnement | Devise |
| ----- | --- | ------ |
|       | Famille Joubert D’argent au chevron d’azur chargé de cinq casques d’or, accompagné en chef d’un vol séparé de gueules et en pointe d’un rocher de sable |        |
|       | Blason de Joseph François Joubert-Bonnaire D'argent au chevron d'azur à cinq clochettes d'argent, sommé d'un vol ouvert d'azur et accompagné en cœur d'un rocher de six pointes de gueules, bordure de gueules au signe des chevaliers posé au second point d'honneur en chef ; livrées : les couleurs de l'écu. |        |

## Pour approfondir